# Lodi, Wisconsin
Lodi är en ort i Columbia County i delstaten Wisconsin, USA.